# 小牛肝菌科
小牛肝菌科 （学名：Boletinellaceae）也称褶孔牛肝菌科，为牛肝菌目的一科真菌。

## 下属分类
本科包括以下属：
- 小牛肝菌属 Boletinellus Murrill
- Phaeogyroporus
- Phlebopus (R.Heim) Singer